# Dimos Kissamos
Dimos Kissamos (Kissamos) är en kommun i Grekland.   Den ligger i prefekturen Nomós Chaniás och regionen Kreta, i den södra delen av landet, 280 km söder om huvudstaden Aten. Antalet invånare är 11 470.